# Chen Yucheng
 (avril 2017).
Si vous disposez d'ouvrages ou d'articles de référence ou si vous connaissez des sites web de qualité traitant du thème abordé ici, merci de compléter l'article en donnant les références utiles à sa vérifiabilité et en les liant à la section « Notes et références ».
Chen Yucheng (陳玉成) (environ 1834 - mai 1862), né dans la province du Guangxi, fut un général chinois pendant la révolte des Taiping, et reçu plus tard le titre de « Prince Héroïque » (Ying Wang, 英王) dans la hiérarchie des Taiping lors de sa dernière phase.
Il est aussi connu par son surnom, « le Chien aux Quatre Yeux », car il avait une verrue ou un grain de beauté sous chaque œil, qui, de loin, semblaient être des yeux supplémentaires. Les soldats Qing le craignaient, et il avait la réputation d'être très brutal.

## Biographie
Né dans une famille paysanne aux alentours de 1836, Cheng Yucheng se joignit aux Taiping pendant la marche vers le Yangzi Jiang en 1851. Bien qu'il se soit enrôlé alors qu'il avait environ quinze ans seulement, il gravit rapidement la hiérarchie grâce à sa bravoure et aux talents de tacticien dont il fit preuve.
Après le massacre de Tianjing, où une partie des généraux Taiping s'entretuèrent, il fut promu général.
Il fut ensuite trahi, capturé et tué par les Qing en mai 1862.